# 11月5日 (旧暦)
旧暦11月5日（きゅうれきじゅういちがついつか）は、旧暦11月の5日目である。六曜は先負である。

## できごと
- 延暦16年（ユリウス暦797年11月27日） - 坂上田村麻呂が蝦夷地征伐のための征夷大将軍に任ぜられる
- 文暦元年（ユリウス暦1234年11月27日） - 天変地震のため天福より文暦に改元
- 安政元年（グレゴリオ暦1854年12月24日） - 安政の大地震:安政南海地震。大津波で8万戸が流出。死者3千人以上
- 安政4年（グレゴリオ暦1857年12月20日） - 吉田松陰が松下村塾を開講

## 誕生日
- 永享4年（ユリウス暦1432年11月27日） - 島津立久、守護大名（+ 1474年）
- 享保8年（グレゴリオ暦1723年12月2日） - 佐竹義明、大名（+ 1758年）
- 寛政3年（グレゴリオ暦1791年11月30日） - 井伊直暉、大名（+ 1826年）
- 文政3年（グレゴリオ暦1820年12月10日） - 松平輝徳、大名（+ 1840年）
- 文政10年（グレゴリオ暦1827年12月22日） - 税所篤、武士・官僚（+ 1910年）
- 文政13年（グレゴリオ暦1830年12月19日） - 榊原鍵吉、幕臣・剣術家（+ 1894年）

## 忌日
- 天永2年（ユリウス暦1111年12月7日） - 大江匡房、公卿・儒学者・歌人（* 1041年）
- 元久元年（ユリウス暦1204年11月27日） - 北条政範、武将（* 1189年）
- 天保10年（グレゴリオ暦1839年12月10日） - 松平斉厚、大名（* 1783年）
- 安政3年（グレゴリオ暦1856年12月2日） - 足代弘訓、国学者（* 1785年）
- 明治2年（グレゴリオ暦1869年12月7日） - 大村益次郎、兵学者（* 1824年）